# Remix (álbum de Mushroomhead)
Remix es el primer álbum realizado por Mushroomhead en formato de Remix en el año 1997. Todas las canciones del álbum son remix por la excepción de la canción "Everyone's Got One" (hence the subtitle "Only Mix"). La última parte de la canción "Episode 29 (Hardcore Mix)", fue utilizada por el nombre de Episode 29 en el álbum XX. El álbum original en formato "Multimedia Remix", también contiene canciones en vivo como "Born of Desire" & "Chancre Sore" en Nautica en Cleveland (también conocida como The Scene Pavillon como en el video Simpleton.

## Canciones
1. Bwomp (Full Length Version)
2. Elevation (Skin Mix)
3. 2nd Thoughts (Fuck like Pigs Mix)
4. Episode 29 (Hardcore Mix)
5. Snap (Gravy Mix)
6. Mommy (Malfunction Mix)
7. Everyone's Got One (Only Mix)
8. The Wrist (Hand of Solo Mix)

- Datos: Q6105294